# Thiadric Hansen
Thiadric Hansen (Flensburgo, 26 dicembre 1992) è un giocatore di football americano tedesco che gioca nel ruolo di defensive lineman per i Toronto Argonauts.